# Национален исторически музей
Вижте пояснителната страница за други значения на Национален исторически музей.
НИМ пренасочва насам.  За политическия термин от 1970-те години вижте Нов икономически механизъм.
Националният исторически музей (НИМ) е най-големият музей в България.

## История
НИМ е създаден с разпореждане на Бюрото на Министерския съвет на НРБ през 1973 г. Първата експозиция е открита през 1984 г. в сградата на Съдебната палата в София в чест на 1300-годишнината от създаването на българската държава.
По решение на Министерския съвет от 15.4.1998 г. на музея е предоставен Дом № 1 в държавната резиденция Бояна. Новата експозиция е тържествено открита от министър-председателя Иван Костов на 29 юни 2000 г.
Директори на НИМ са били:
- проф. д-р Страшимир Димитров (юни 1974 – 31 декември 1975)
- Емил Цанов (1 януари – 31 август 1976)
- акад. Васил Гюзелев (1 септември 1976 – 31 декември 1977)
- Анчо Анчев (януари 1978 – август 1983)
- проф. д-р Симеон Дамянов (август 1983 – октомври 1985)
- ст.н.с. д-р Румен Катинчаров (ноември 1985 – декември 1994)
- ст.н.с. д-р Божидар Димитров (декември 1994 – 1 август 1998)
- ст.н.с. д-р Иля Прокопов (4 август 1998 – 6 февруари 2001)
- ст.н.с. д-р Теофана Матакиева-Лилкова (февруари – декември 2001)
- ст.н.с. д-р Божидар Димитров (декември 2001 г. – 27 юли 2009)
- ст.н.с. д-р Цветана Кьосева, и. д. (27 юли 2009 – февруари 2011)
- ст.н.с. д-р Божидар Димитров (февруари 2011 – ноември 2017)
- доц. д-р Бони Петрунова (ноември 2017 – )

## Колекции и експозиции
Колекциите на НИМ включват над 650 000 паметника на културата в следните периоди и научноизследователски области:
- палеолит, неолит, енеолит
- бронзова епоха
- старожелязна и новожелязна епоха
- римска епоха и късноантична епоха
- средновековие
- нумизматика
- нагръдни и други отличия и награди
- накити
- оръжие
- битови тъкани, шевици, униформи, градско облекло и аксесоари, традиционно облекло
- изобразително, приложно и изящно изкуство
- църковно изкуство
- старопечатни материали (на български и чужди езици)
- документи снимки от Възраждането
- документи, снимки и периодичен печат от периода 1878 – 1944 г. и от най-новата история на България
- оръдия на труда и предмети на бита
- плакати
- карти
- образци от производството
- мебели
- кино-фото-фоно архив
- филателия
- знамена
- хералдика, сфрагистика

През 1990-те години НИМ поема съхранението на колекциите на вече закритите Музей на българо-съветската дружба и Национален музей на революционното движение.
Основна експозиция
- Зала 1: Българските земи от началото на VІ хил. пр. Хр. до края на ІІ хил. пр. Хр.[5]
- Зала Ранна желязна епоха XI в. пр. Хр – средата на VI в. пр. Хр.
- Зала 2: Ранна желязна епоха XI в. пр. Хр – средата на VI в. пр. Хр.[5]
- Зала „Късна античност”
- Зала 3: Българската държава през Средновековието VII – XIV в.[5]
- Зала 4: Българските земи под османска власт (XV-XIX век)[5]
- Зала „Дарение Боян Радев”
- Зала „Етнография” – Българска народна култура. Календарни празници. Народни носии.
- Зала 5: Трето българско царство (1879 – 1946 г.)[6]
- Зала 8: Аполония[6]
- „Антарктида – българската ледена приказка”
- Зала Нумизматика
- Експозиция „Котви и щокове“, лапидариум

Постоянни експозиции
- История на костюма и модата[7]
- Културни ценности от Агенция Митници (от 2002 г.)[7]
- Колекция „Боян Радев“ – спортни и други отличия и културни ценности, дарени от Боян Радев[8]
- Антарктида – българската ледена приказка (от 2012 г.)[9]

## Структура
Към септември 2024 г. НИМ има следната административна структура:

### Ръководство
- директор – Доц. д-р Бони Петрунова
- заместник-директор – проф. д-р Иван Христов

### Отдели
- „Информационно обслужване и връзки с обществеността“
- „История на бългaрските земи в Древността (Праистория – Късна Античност)“
- „История на България през Средните векове (VII – XVII в.)“
- „История на България през Възраждането (XVIII – XIX в.)“
- „Нова и най-нова история“
- "Експозиционна и международна дейност"
- „Екскурзоводи и информатори“
- „Фондове“
- Централна лаборатория за консервация и реставрация
- „Технически“
- "Човешки ресурси"
- "Финансово-счетоводен отдел"

### Филиали
Към септември 2012 г. НИМ има следните филиали:
- Боянска църква „Св. св. Никола и Пантелеймон“ в кв. Бояна (София)
- Параход „Радецки“ в гр. Козлодуй
- Манастир „Св. Йоан Богослов“ в гр. Земен